# Lista de países por produção de antimônio
Esta é uma lista de países por produção de antimônio em 2008, baseada nas estimativas do Serviço Geológico dos Estados Unidos, publicadas em maio de 2009.
| Rank | País/Região   | Produção de Antimônio (Toneladas) |
| ---- | ------------- | --------------------------------- |
| -    | Mundo         | 197,000                           |
| 1    | China         | 180,000                           |
| 2    | Bolívia       | 3,500                             |
| 3    | Rússia        | 3,500                             |
| 4    | África do Sul | 2,800                             |
| 5    | Tajiquistão   | 2,000                             |
| 6    | Austrália     | 1,500                             |
| 7    | Turquia       | 1,300                             |
| 8    | Guatemala     | 1,000                             |
| 9    | Peru          | 810                               |
| 10   | Canadá        | 97                                |
| 11   | Quirguistão   | 10                                |
| 12   | Tailândia     | 0[1]                              |

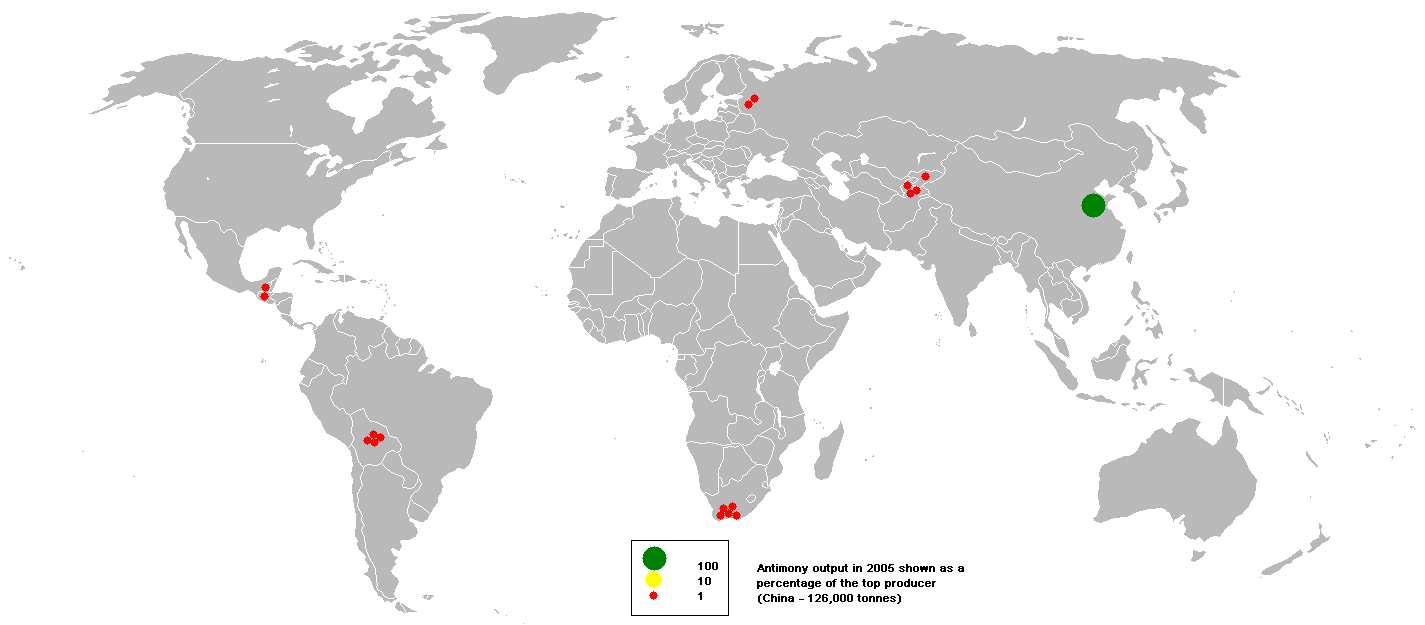
Produção de Antimônio em 2005

Tendência mundial da produção de antimônio

Fonte: United States Geological Survey Mineral Resources Program May 19, 2009